# 케이넌
케이넌(CANAAN) [본명: 남진욱, 1980년 1월 30일 ~ ]는 대한민국의 가수 겸 프로듀서 음반제작자이다.
언더그라운드 힙합 C.J(Clock Jin) 활동.
언더그라운드 힙합크루 JAMKOOPS 활동.
언더그라운드 RUMHOP 밴드 메인보컬 활동.
이승철 황제밴드 소속 메인랩퍼 활동.
케이넌(CANAAN) 활동.
NOBLE SOUNDZ(노블사운즈) Ent 대표 활동.
NS MEDIA 프로듀서 활동.
투엠웍스 프로덕션 총괄 프로듀서 활동.
에스아이그룹 음악프로듀서 활동.

## 학력
- 남호초등학교
- 묵호중학교
- 북평고등학교
- 한라대학교 경영정보학과
- 서울재즈아카데미(SJA) 작.편곡

## 음반

### 싱글 음반
- 《Rock UnMastered HiphOP》 (2010년)
- 《Emotion Of Love》 (2008년)
- 《고백》 (2008년)
- 《Only Love》 (2008년)
- 《그녀가 결혼했다》 (2009년)
- 《Luv Is Pain Part 1》 (2009년)
- 《Luv Is Pain Part 2》 (2010년)
- 《Stranger Than Heaven》 (2010년)
- 《Miss You》 (2011년)
- 《Replacement》 (2011년)
- 《2018년 평창 동계올림픽 유치기념축제 '다함께 함성'》 (with 유나, 그레이) (2011년)
- 《사랑이 오네요》 (2012년)
- 《She Goes Away》 (2015년)

바닐라 스카이
- 《Love Beam》 (2009년)
- 《Vanilla Sky》 (2010년)

### 참여 음반
- 《EX 힙합 컨필레이션 - JAMKOOPS 참여》 (2000년)
- 《이엘 - 늦은이야기》 (2007년)
- 《나몰라패밀리 - 사랑해요》 (2007년)
- 《와이 - 애.사(애정표현 사랑표현)》 (2009년)
- 《나몰라패밀리 - 너만볼래》 (2008년)
- 《나몰라패밀리 - 사랑남녀》 (2008년)
- 《나몰라패밀리 - 사랑이그렇게쉬워》 (2008년)
- 《나몰라패밀리 - 붙잡아도》 (2008년)
- 《나몰라패밀리 - 내사랑로맨스》 (2009년)
- 《나몰라패밀리 - 전화하지마》 (2009년)
- 《나몰라패밀리 - 낚였어》 (2009년)
- 《나몰라패밀리 - 사랑밖엔난몰라》 (2009년)
- 《나몰라패밀리 - Give Me One More》 (2010년)
- 《와이 - 빨간약을 바르다》 (2009년)
- 《카이 - Sad Love Story 1/2》 (2009년)
- 《성은 - 너 하나만》 (2010년)
- 《성은 - 사랑병》 (2010년)
- 《문빈 - Crazy In Luv》 (2010년)
- 《유나 - Sensitive Love》 (2010년)
- 《파스칼 - 밥한번먹어요》 (2011년)
- 《파스칼 - 조으다》 (2011년)
- 《파스칼 - 눈물이앞을가려》 (2012년)
- 《레드페이스 - 정규1집》 (2012년)
- 《평창동계올림픽 유치기념송》 (2014년)
- 《평창동계올림픽 응원가 - 다함께함성》 (2018년)
- 《다큐멘터리 센베노 평창》 (2017년)
- 《다큐멘터리 사람 우주 자연》 (2019년)